# Totenkirchl
Totenkirchl je dominantní vrchol vápencového pohoří Kaisergebirge. Pohoří Kaisergebirge leží v rakouské spolkové zemi Tyrolsko patří do skupiny Severních vápencových Alp. Vrchol je vysoký 2190 m n. m. a leží v části tohoto pohoří nazvané Wilder Kaiser.

## Název
Hora získala název podle legendy o obru zvaném Divoký císař a jeho ženě. Obryně zahynula v bílém mraku na Totenkirchlu (mrtvý kostel). Když se nebe rozjasnilo, na vrcholu ležela mrtvá, hlavu měla položenou na skále, vlasy spletené do uzlu, rukama a nohama svírala horu.

## Výstup
Vrchol je turisticky nedostupný. Všech šest desítek výstupů vyžaduje horolezeckou techniku. První úspěšný výstup na vrchol podnikli horolezec Karl Babenstuber, geograf Gottfried Merzbacher a horský vůdce Michael Soyer přezdívaný Steinackerer  16. června 1881.
Nejpopulárnější výstup je Führerweg, obtížnosti 3 UIAA, kudy vede též sestupová trasa po všechny ostatní výstupy. Trasa vede částečně směrem prvovýstupu a byla během století vylepšena. Kombinuje Führerweg, Untere Schmidrinne, Leuchsrinne a Oberer Merzbacherweg.
Na většinu výstupů se vychází od chaty Stripsenjochhaus na sedle Stripsenjoch, případně z údolí od parkoviště na Griesner Alm.

## Galerie

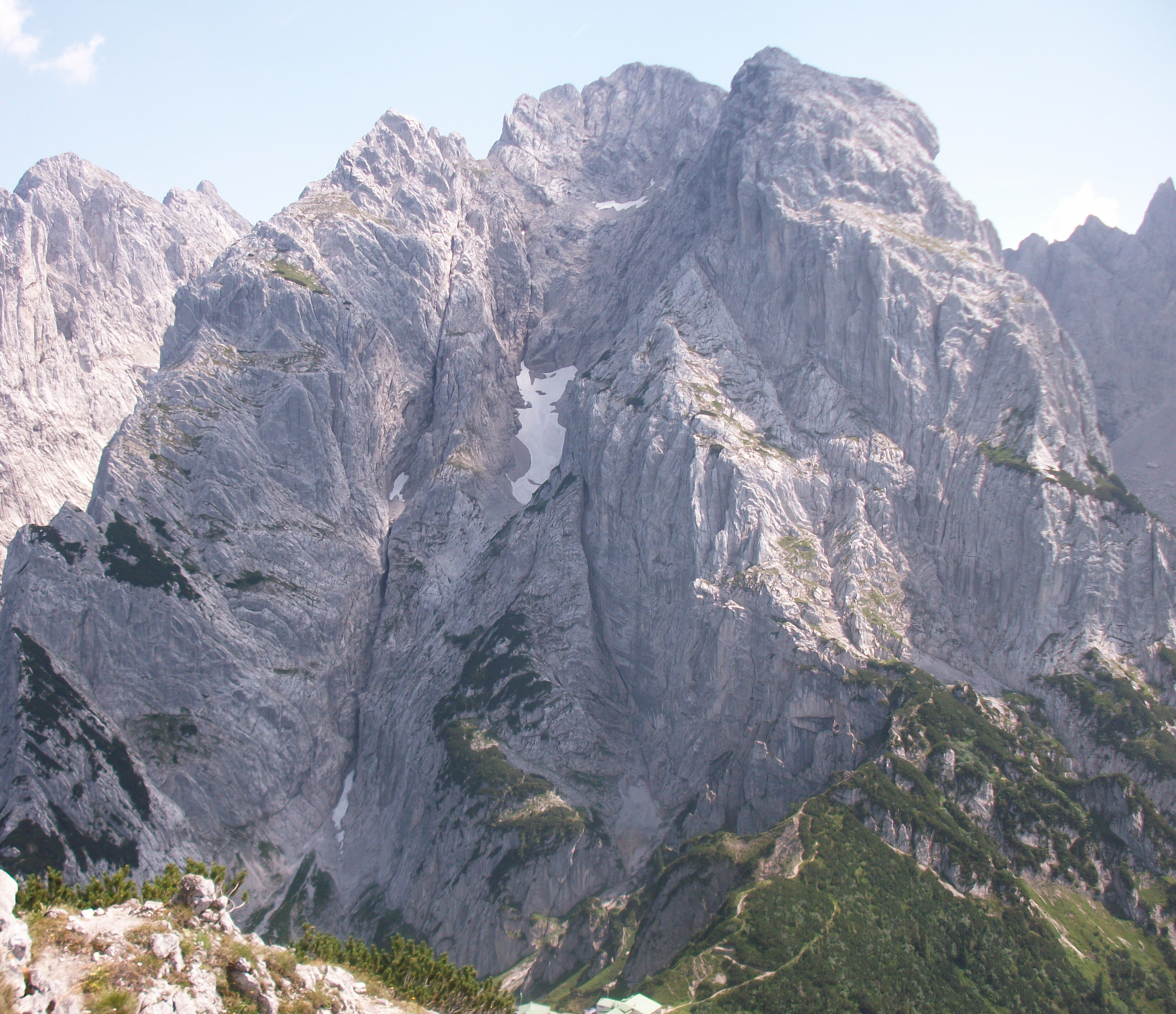
Severní a východní stěna Totenkirchl
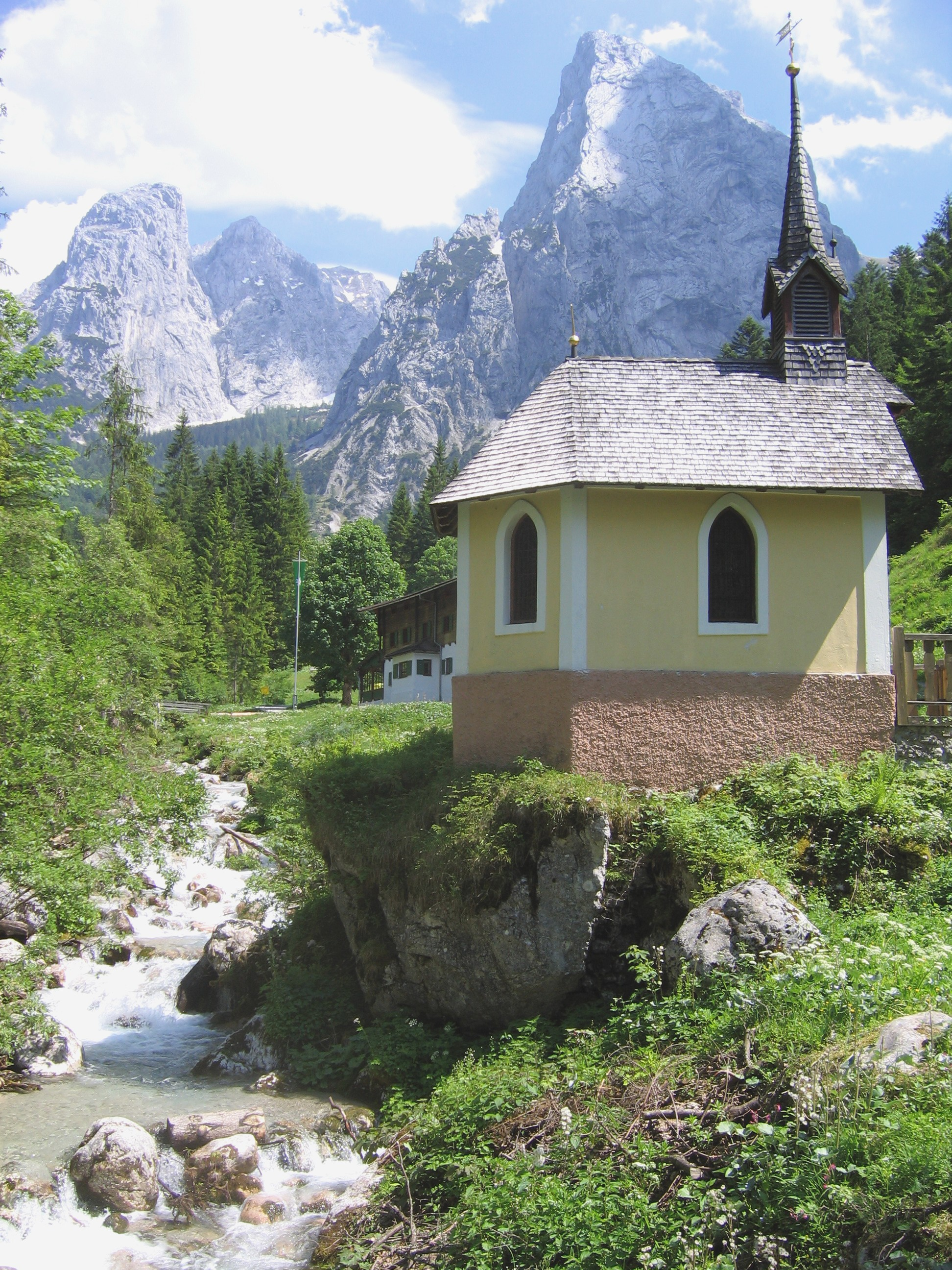
Kaple u Hinterbärenbad pod Totenkirchl
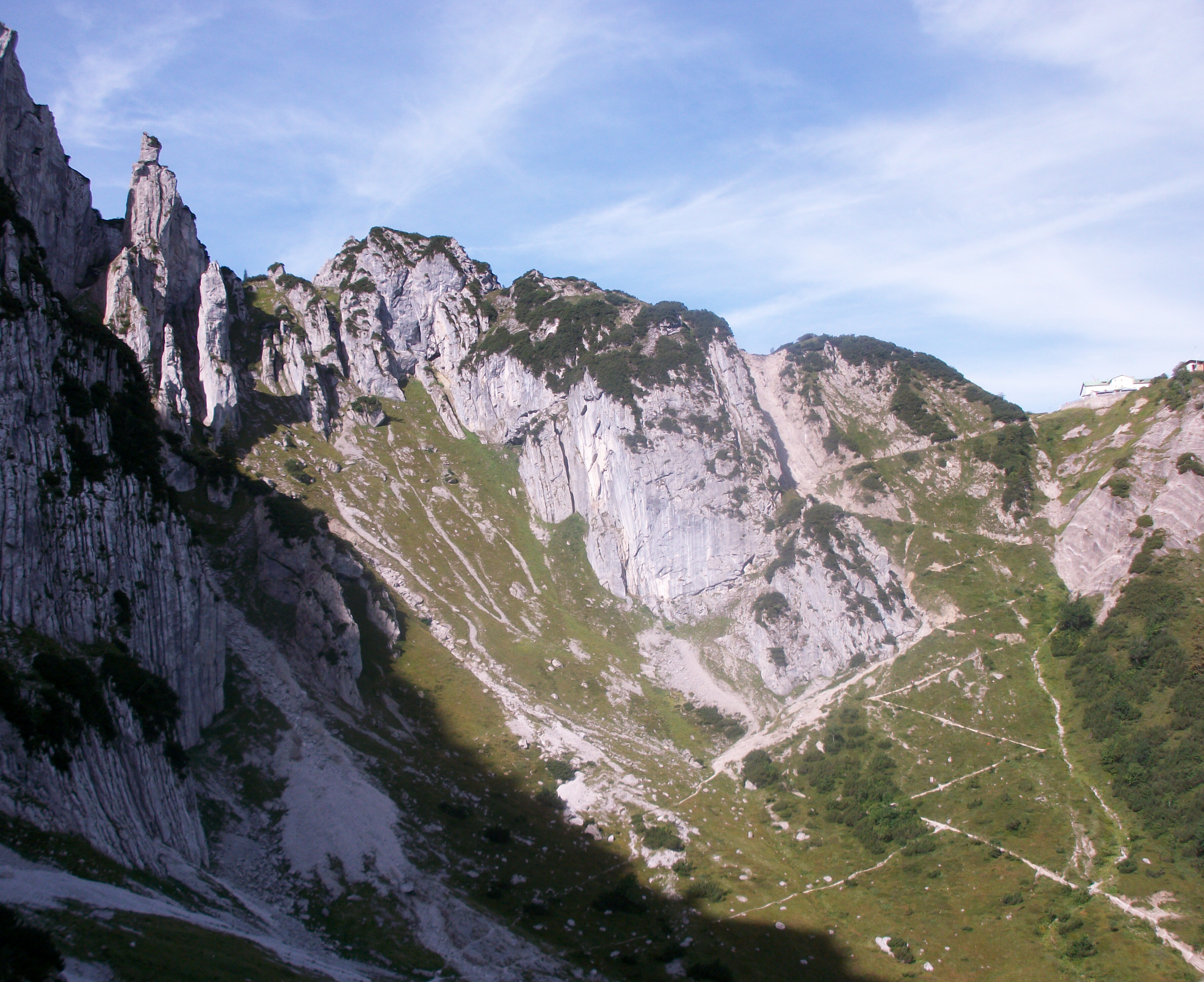
Spojovací hřeben mezi Stripsenjoch a Totenkirchl
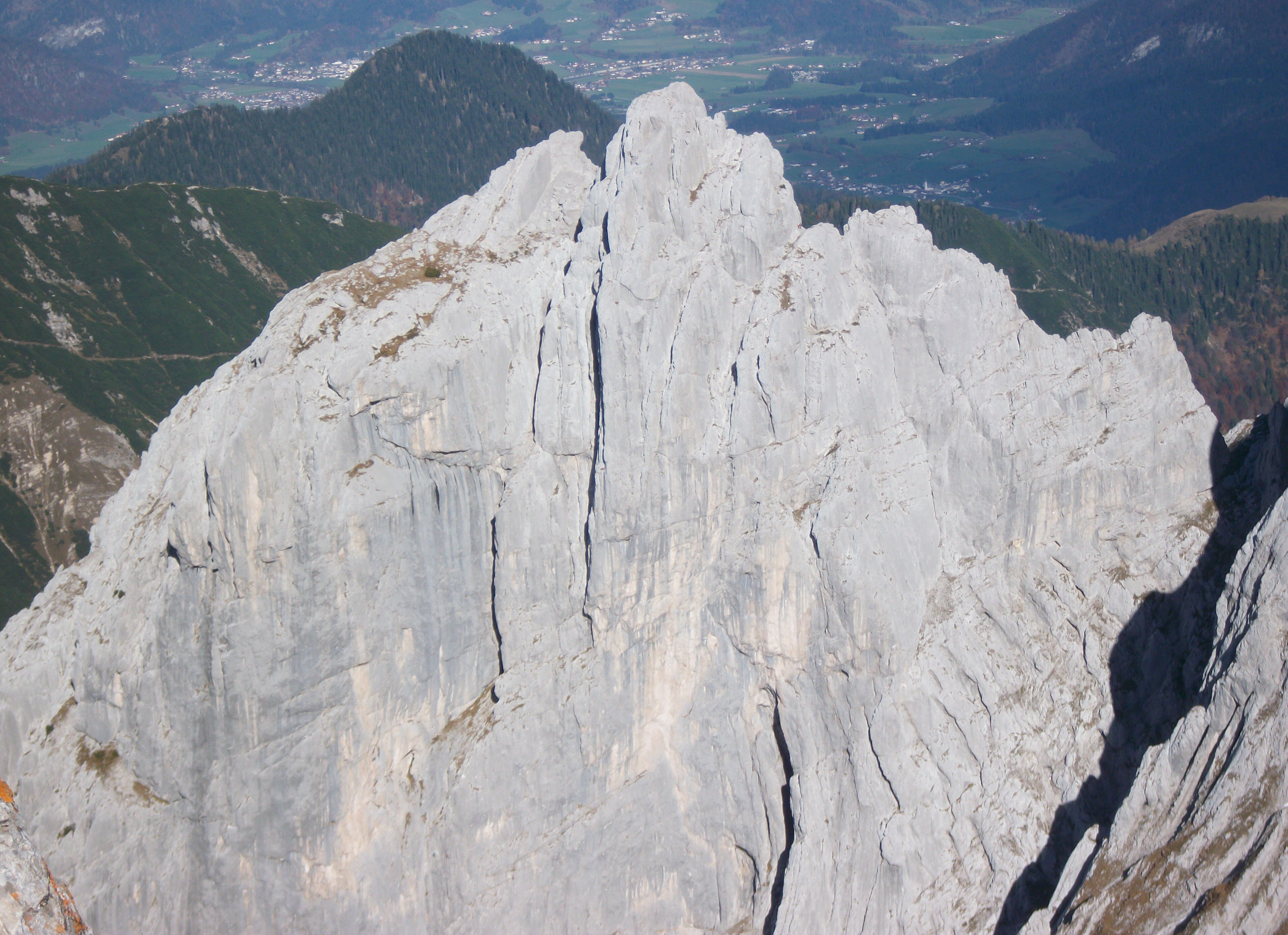
Jihozápadní sráz pod vrcholem Totenkirchl
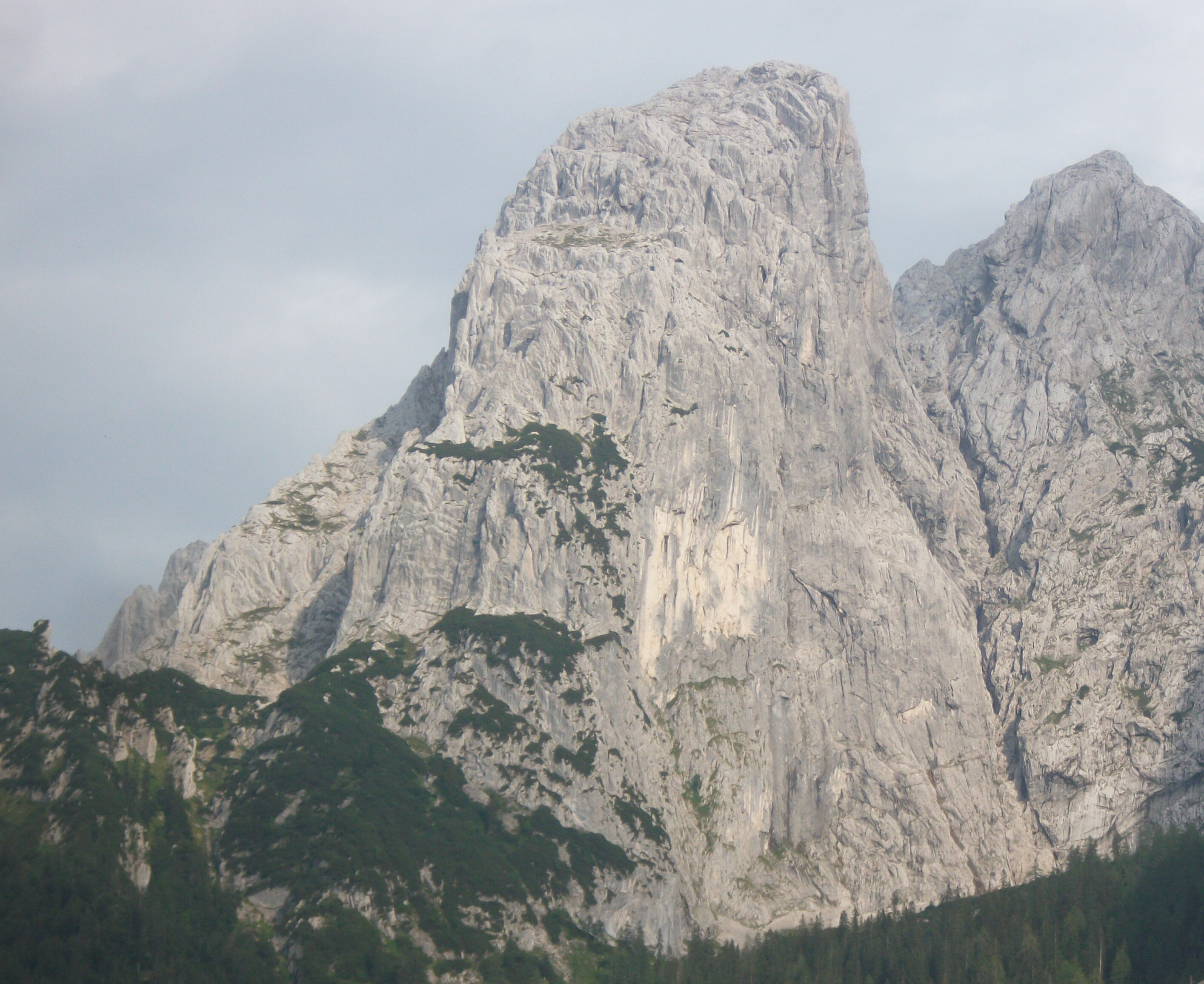
Severní stěna Totenkirchl
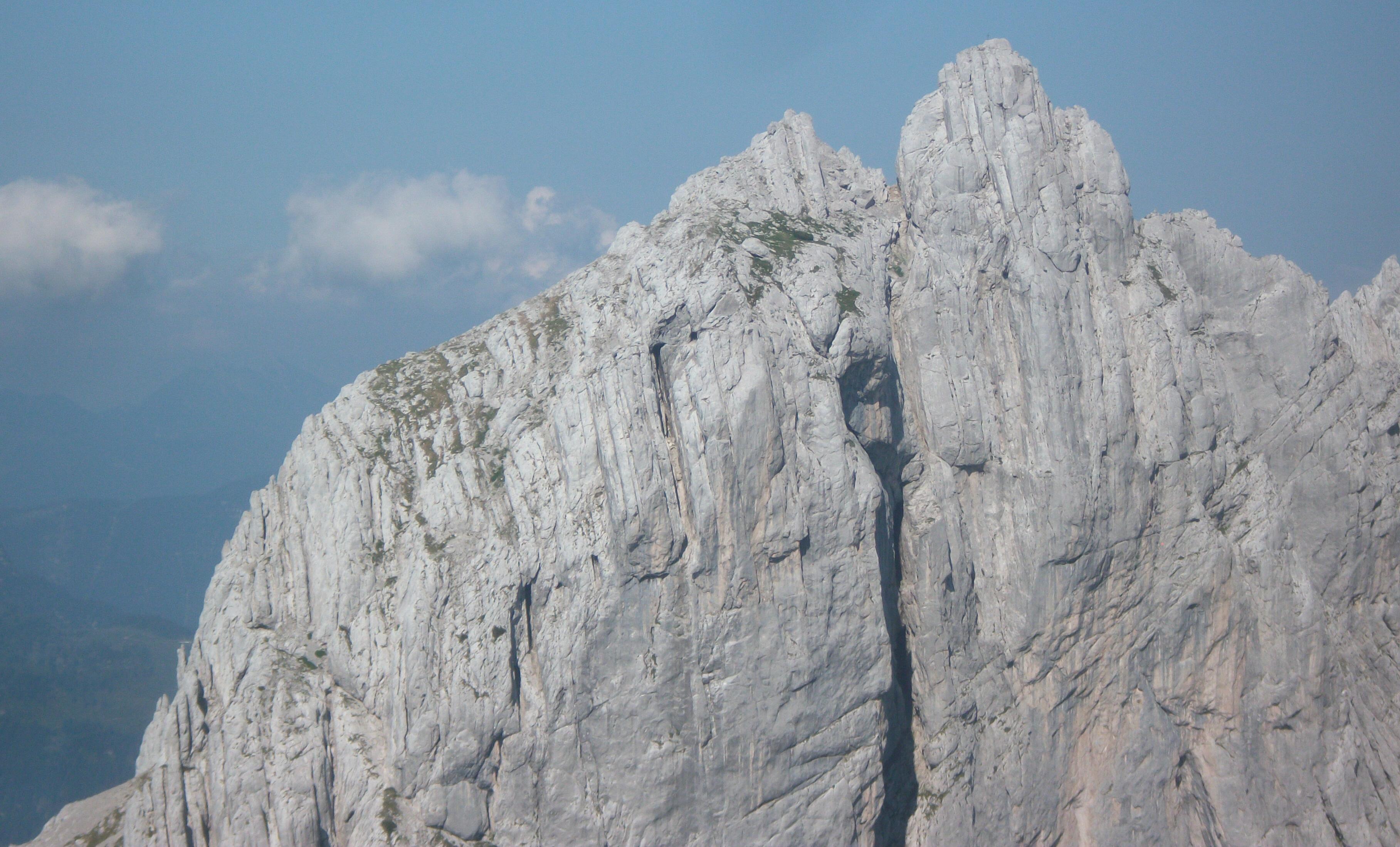
Totenkirchl - hlavní vrchol (vpravo) a předvrchol (vlevo) od západu